# 国家导弹防御系统
美国的国家导弹防御（英語：United States national missile defense）指美国的用于在整个国家范围抵挡外来的洲际弹道导弹的反彈道飛彈系统，目前計畫已經改名為陸基中段防禦系統。这些入侵的导弹可以被其他的导弹，或者激光所拦截。它们可以被拦截于发射点附近（爬升阶段），飞行过程之中，或者是再入大气层阶段。
| 飛彈階段 | 上升段                                                                                       | 中段 | 下降段                                                                                        |
| 計畫     | 戰區飛彈防御系統(TMD)                                                                        | 星球大戰計劃→ 國家飛彈防御系統(NMD) →陸基中段防禦系統 | 戰術飛彈防禦                                                                                  |
| 內容     | 1993年提出一種前沿抵近部屬于潛在敵國的上升段偵測與攔截系統，防衛目標為速度約3公里/秒的目標。 | 已經飛出大氣層外目標速度約7公里/秒的洲際飛彈，中段攔截計畫美國有較長時間研製，最初提出的星戰計畫未能實行，現狀演變為依賴地面雷達與海面神盾戰鬥系統導引發射的攔截彈。 | 防衛目標為短程戰術飛彈或是已經逼近目標下降中的洲際飛彈，美國以MIM-104愛國者飛彈作為最後工具。 |
| 現有工具 | 戰區高空防御飛彈(THAAD)                                                                      | 陸基防空飛彈 RIM-161標準三型飛彈 RIM-174標準飛彈 | MIM-104愛國者飛彈                                                                             |

## 历史

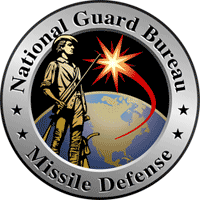
美國國家飛彈防禦署標誌

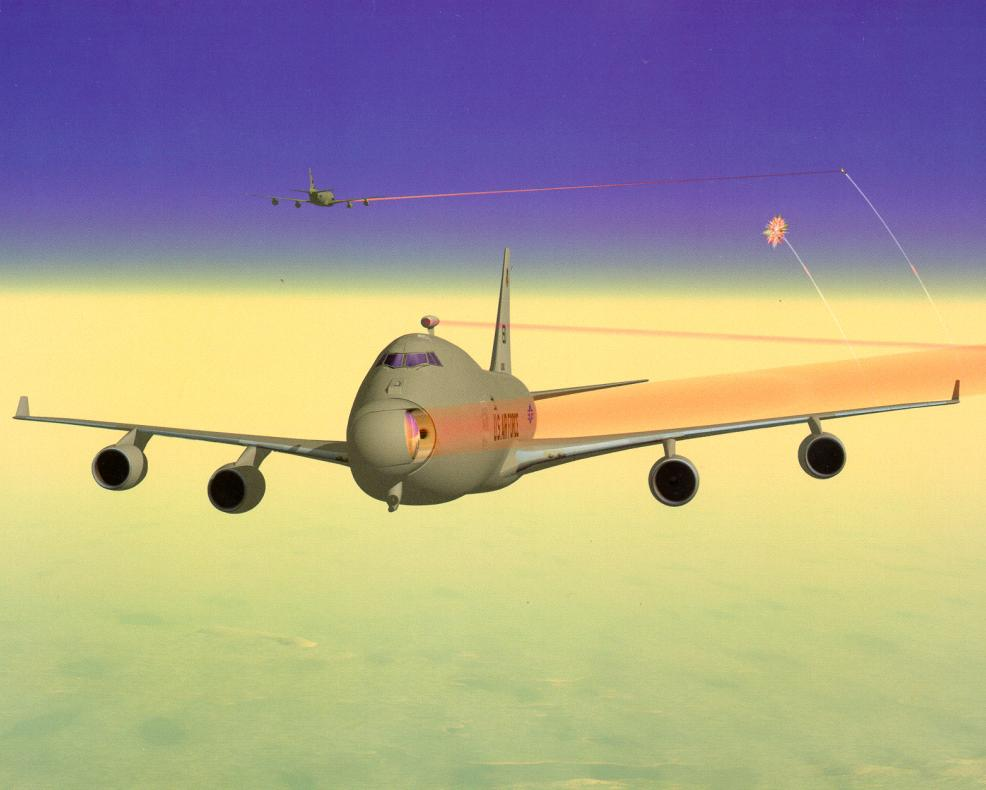
美國的YAL-1機載雷射系統是先發制人的上升段防禦主力

1993年，美国总统比爾·克林顿提出了“弹道导弹防御”计划。该计划包括两个部分：用于保护美国本土免受导弹袭击的国家导弹防御系统（NMD）和用于保护美国海外驻军及相关盟国免遭导弹威胁的战区导弹防御系统（英語：Theatre Missile Defense System，缩写：TMD）。
布什总统上台后，谋求建立一体化的导弹防御系统，将克林顿时期的战区导弹防御系统和国家导弹防御系统合二为一，统称导弹防御系统。
2002年，美国政府将“国家导弹防御系统”改名為陸基中段防禦系統(GMD)專案，以分辨它和其他飛彈防禦計畫的不同處，例如太空衛星攔截、海基攔截、上升段攔截、重返段攔截等諸多方案。
2004年7月22日，第一具陸基攔截系統部署於阿拉斯加 Ft. Greely（63°57′14″N 145°44′06″W / 63.954°N 145.735°W）。2004年底為止已經部署六枚還有兩枚於加州范登堡空軍基地，在Ft. Greely於2005又加裝了兩枚，本系統已經可以提供基礎防禦能力。
2004年12月15日，馬紹爾群島舉行的攔截測試失敗，因為阿拉斯加科迪亞克島的攔截器發射後16分鐘出現異常運動。
五角大廈發言人Larry DiRita於2005年1月13日五角大廈記者會上說"我不認為宣告系統可以運作就是目標達成。我只是說初步運作能力的目標已經在2004年底達成"。總之，最大的問題是資金"有一些部分已經可以運作但是有一些部分還不行，如果國會更關注和給更多資金於本專案，它將會相對上更快運作。"
2005年1月18日，美國戰略指揮部指揮官督導設立「整體飛彈防禦聯合機制指揮部.JFCC IMD」，一旦該機構啟動，將推動發展科技和能力進行全球飛彈防衛和支援。
2005年2月14日，其他測試失敗的攔截發射都是因為瓜加林環礁的地面支援設施故障導致，不是攔截器飛彈本身原因。

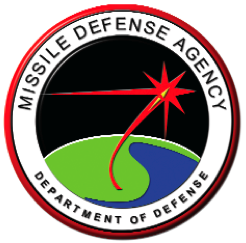
美國导彈防禦署標誌

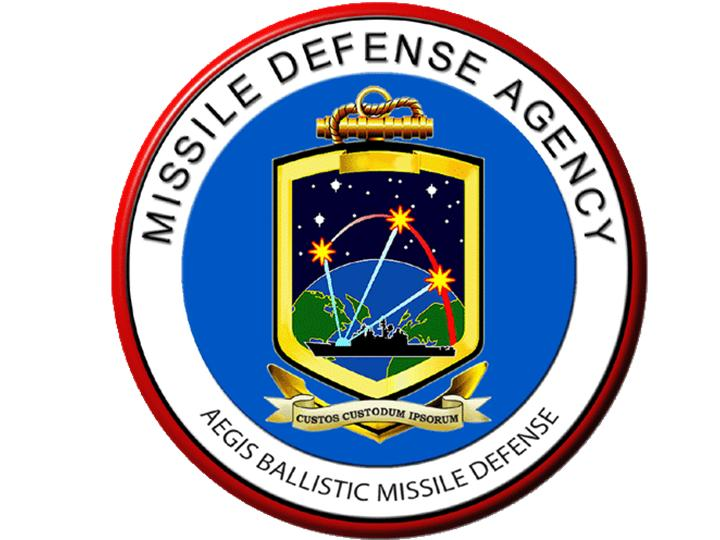
美国导彈防御署轄下神盾系統標誌

2005年2月24日，美國國防部飛彈防禦處測試了神盾系統海基攔截效能，成功攔截靶彈。這是首次標準三型飛彈（SM-3）攔截器成功運作也是第五次神盾系統實測成功。在2005年11月10日 USS Lake Erie（CG-70）號軍艦偵測追蹤並攔截到一枚兩節式靶彈，於該彈發射後兩分鐘。
2006年9月1日，陸基中段防禦系統測試成功。一枚攔截器從范登堡空軍基地發射攔截從阿拉斯加發射的靶彈，地面支援人員都在科羅拉多泉進行操作。本測試後飛彈防衛處指導官Trey Obering將軍說：「我們已經可以進行長程飛彈防禦系統的全程測試。」本次目標彈沒有任何誘餌或是反制裝備.
美國海基X頻雷達系統已經開始部署於若干船艦。
2007年2月24日，經濟學人雜誌報告美國駐北約代表Victoria Nuland，已經開始在北約中商量許多歐洲防禦基地的可能地點。她也確認此點「美國已經和英國商量未來關於此系統參與。」
在2007年2月份，美國開始接觸波蘭和捷克商量設立陸基中程飛彈防禦基地於這些國家的可能。根據捷克官方報告（將近67%捷克民眾不同意）建立飛彈防禦雷達以支援將要建在波蘭的飛彈防禦基地，該基地主要是為了歐洲防禦來自伊朗的長程飛彈。.
2008年2月23日，美國成功擊落一枚衛星（演習）。
2020年11月17日，美国导弹防御局（MDA）和装备有“宙斯盾”弹道导弹防御系统（BMD）的美军驱逐舰约翰·芬恩号（USS John Finn，DDG 113）在夏威夷附近地区的FTM-44反导测试中发射的SM-3 Block IIA拦截导弹，首次成功拦截了一枚靶标洲际弹道导弹（ICBM），导弹被拦截导弹的动能弹头直接击中，并被摧毁。该试验证明SM-3 Block IIA导弹具有拦截洲际弹道导弹目标的能力。

## 技術批評

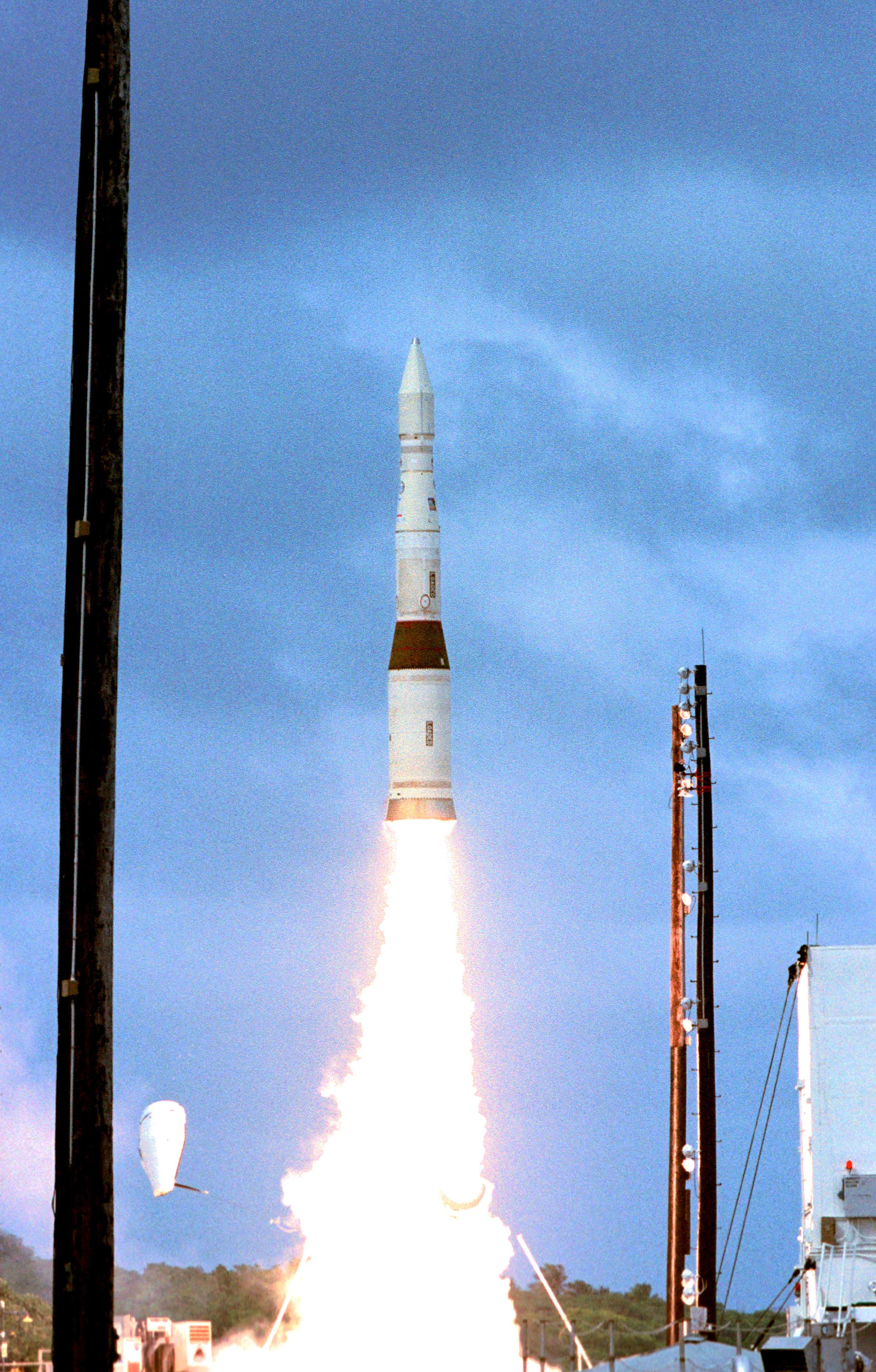
美国的陆基拦截器是中程防御主力(2001年12月3日，从瓜加林环礁马克岛发射的一个载具带着大气层外杀伤弹头，拦截一个中太平洋弹道导弹靶弹)

有許多關於技術上的可行性批評一直存在，特別是該系統到底有沒有用這一根本問題。
2000年4月一場科學家和安全事務室聯合研討會，在麻塞諸塞州科技學會議場下了結論：「任何有能力製造彈道飛彈的國家都有相對應的能力輕易反制NMD系統使其無效。」
反剋手段包括使用生化武器，鋁質氣球誘標偽裝成大量假彈頭，和冷卻彈頭溫度使擊殺載具在最後階段偵測不到。
2004年4月，整體會計辦公室提出報告：「美国导弹防御署MDA提不出針對一些批評的有效解釋—尤其是在敵對目標使用誘標反制時如何應對。」並建議「美國國防部應該要全面測試每一個攔截階段的細節」。但是國防部回答：「在生產全尺寸產品前並沒有必要一定採行全操作測試。」
支持論者表示沒必要花心力去關注分辨氣球誘標和假彈頭問題，因為許多批評者所謂的「簡單」反制措施事實上要實現改裝於現有飛彈上還是很難，而且防禦科技一直進步很快就能防禦它們。飛彈防禦局（MDA）說誘餌辨別科技可以分類並找出移動方式最像真彈頭的物體；而且終端攔截能力可以使所有中程施放的誘餌都失去意義。2002夏季MDA停止對外界提供防禦細節並拒絕回答一切關於誘餌的技術問題。
2003年7月的一場美國物理學會研討會（APS）專注探討於上升階段攔截飛彈，這依然是目前NMD系統並不考慮的部分。
研討會發現也許可能建造一種小系統引爆洲際飛彈的液體燃料槽於上升階段。甚至可以打掉一些伊朗發射的固體燃料飛彈，但是不能防禦北韓的固體燃料飛彈，因為受限於地理距離因素。不論如何，這還是透露了固體燃料飛彈很難在上升階段攔截。

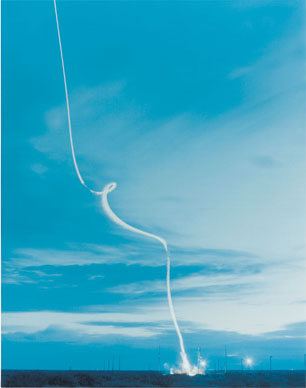
一次防御系统攔截試驗

如使用衛星軌道武器攔截上升段的北韓和伊朗固體燃料飛彈至少要1,600個衛星攔截器才能構成防禦網。
攔截液體燃料飛彈也要700個攔截器，如果考慮到命中率問題，至少用兩個攔截器攔一個飛彈，則需要更多衛星。
目前美國唯一在近未來會使用的上升段攔截系統只有機載雷射（ABL）或是其他動能攔截器。研究發現ABL有能力在300公里射程攔截固體燃料飛彈和600公里射程攔截液體燃料飛彈。
美聯社報導中不看好目前的中程NMD系統，它將在美國日後上升段攔截系統研發完成後被停用，因為它有許多重大科技問題無法解決。此外也有許多反彈道飛彈文章在討論關於類似NMD這類系統的可行性。